# Chapelle Saint-Léonce de Valderoure
La Chapelle Saint-Léonce est une chapelle catholique située à Valderoure, en France.

## Localisation
La chapelle est située dans le département français des Alpes-Maritimes, sur la commune de Valderoure, chemin Saint-Léonce.

## Historique
La chapelle Saint-Léonce était un ancien prieuré, dépendance de l'abbaye de Lérins.
Un portail d'entrée en arc brisé permet l'accès à la chapelle, côté sud. Une fenêtre sur la façade Ouest, placée à 3 mètres de hauteur est dite « fenêtre des lépreux ». À l'origine, le terrain contre le mur permettait aux lépreux restant à l'extérieur de la chapelle d'assister à la messe. Un bénitier scellé dans le mur côté intérieur leur était accessible. Un autre bénitier à droite de l'entrée est à hauteur normale. Un arc en plein cintre porté par des consoles en réemploi sépare l'abside, chœur de la chapelle, voûtée en cul-de-four de la nef. Une pierre en réemploi portant des restes de colonnettes a été encastrée à l'angle sud-ouest de la chapelle.
La chapelle a été restaurée.
À l'extérieur a été placé un sarcophage romain cloisonné qui constituait un ossuaire à quatre compartiments, chacun pouvant recevoir une urne. Une inscription était gravée sur la face avant.
L'édifice est inscrit au titre des monuments historiques le 10 septembre 1947.